# 劉丕基
劉丕基（1904年—1977年2月23日），字壽石。江蘇省靖江縣人。民國37年（1948年）在工礦東區選區當選第一屆立法委員

## 生平
- 1930年，劉國鈞創辦大成紡織染公司，劉丕基擔任稽查。
- 1936年，任漢口大成四廠廠長。
- 1946年，全國機器紡織業工業同業公會聯合會監事[3]。
- 1947年，大昌紡織公司經理[4]。
- 1949年10月，由香港回上海察看情形[5]。
- 1950年1月5日，認購4.5萬分人民勝利折實公債[6]。
- 1950年1月6日，到北京與黃炎培會談[7]。
- 民國40年，立法院以其第五、六兩會期既未出席，亦未請假，依法註銷其名籍[8]。
- 1952年5月，又分別返回香港經商[9]，離開上海後在香港的觀塘從事房地產開發[10]。
- 1977年2月23日，因肺癌病逝[11]。

## 著作
- 「提倡國貨應從會員本身做起」，劉丕基，《紡織周刊》，1932年第2卷第25期
- 「紡織工廠人事說」，劉丕基，《紡織年刊》，1935
- 「紡織工業與國計民生」，劉丕基，《全國紡織業聯合會第二屆大會特刊》，全國紡織業聯合會，1947.10，第33頁